# Nesticus luquei
Nesticus luquei är en spindelart som beskrevs av Ignacio Ribera och Guerao 1995. Nesticus luquei ingår i släktet Nesticus och familjen grottspindlar.
Artens utbredningsområde är Spanien. Inga underarter finns listade i Catalogue of Life.